# بلدية ستوكهولم
بلدية ستوكهولم (بالسويدية: Stockholms kommun) أو مدينة ستوكهولم (بالسويدية: Stockholms stad) هي بلدية في مقاطعة ستوكهولم في شرق وسط السويد. وهي تضم أكبر عدد من السكان من بين 290 بلدية في البلاد، ولكنها من أصغر المناطق، مما يجعلها الأكثر كثافة سكانية. وهي أيضًا أكثر البلديات اكتظاظًا بالسكان في بلدان الشمال الأوروبي.
على الرغم من أن البلدية تحمل الاسم الرسمي بلدية ستوكهولم (بالسويدية: Stockholms kommun)، ولكن من الناحية القانونية، فقد قررت الجمعية البلدية (kommunfullmäktige) استخدام اسم مدينة ستوكهولم Stockholms stad كلما أمكن ذلك. هذا اسم بحت وليس له أي تأثير على الوضع القانوني للبلدية.
جغرافياً، تضم البلدية مركز مدينة ستوكهولم ومنطقتين في الضواحي، سودروت (بالسويدية: Söderort) (جنوب ستوكهولم)، وفاستيرورت (بالسويدية: Västerort) (غرب ستوكهولم). إداريًا، يتم تقسيمها إلى 14 منطقة، والتي تدار من قبل مجالس المقاطعات (stadsdelsnämnder).

## الديموغرافيا

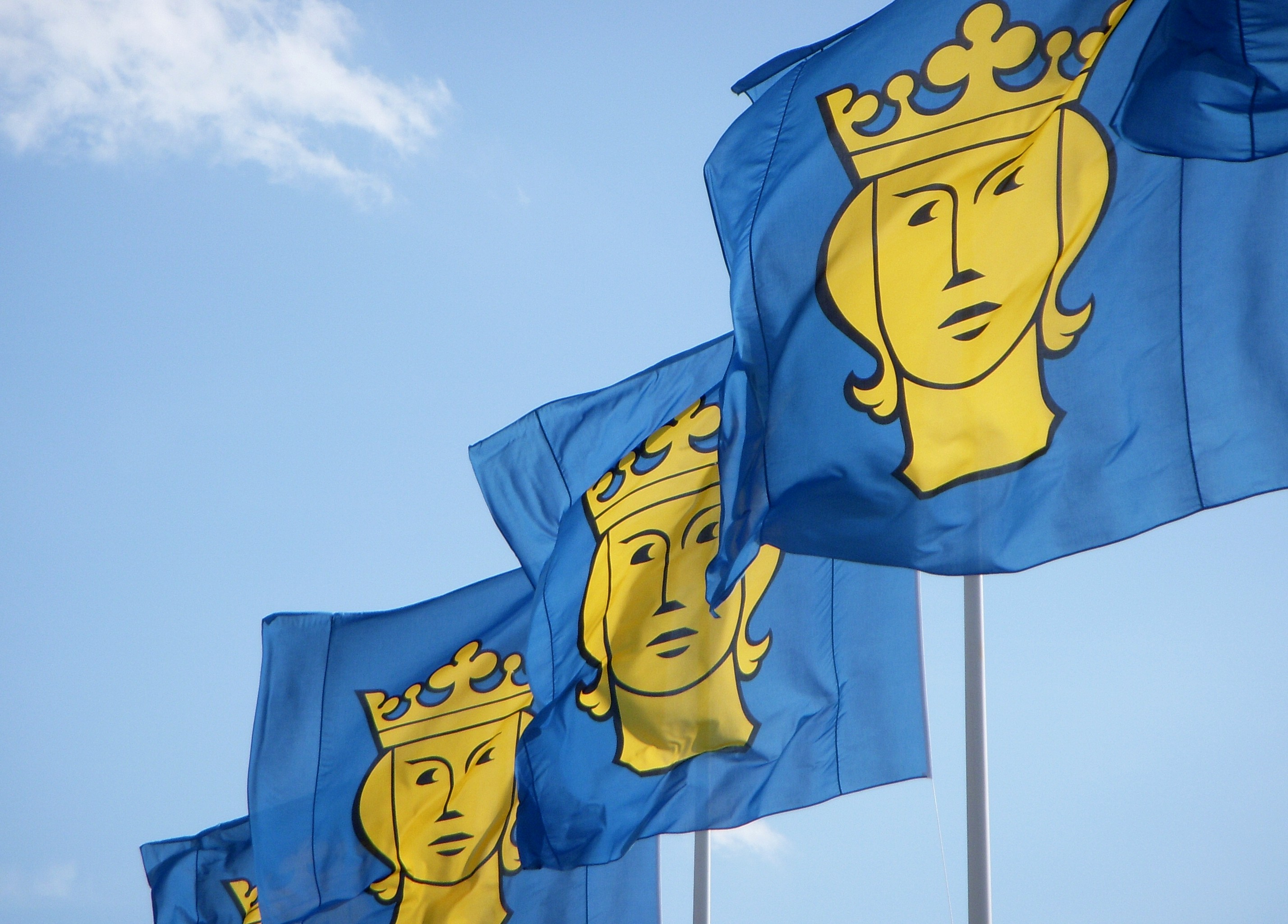
شعار النبالة لبلدية السويد على شكل أعلام في Eriksdalsbadet

### نمو السكان
| العام                                        | تعداد السكان |
| -------------------------------------------- | ------------ |
| 1970                                         | 744٬912      |
| 1975                                         | 665٬202      |
| 1980                                         | 647٬214      |
| 1985                                         | 659٬030      |
| 1990                                         | 674٬452      |
| 1995                                         | 711٬119      |
| 2000                                         | 750٬348      |
| 2005                                         | 771٬038      |
| 2010                                         | 847٬073      |
| 2015                                         | 923٬516      |
| 2017                                         | 949٬761      |
| المصدر: SCB - Folkmängd efter region och år. |              |

### التعليم والدخل
نسبة الأشخاص المتعلمين تعليماً عالياً هي 42.4%. وفقاً لتعريف هيئة الإحصاء السويدية: فإن الأشخاص المتعلمين تعليماً عالياً هم الأشخاص الحاصلين على تعليم ما بعد الثانوي لمدة ثلاث سنوات أو أكثر.

### سكان من أصول أجنبية
في 31 ديسمبر 2017، كان عدد الأشخاص من أصول أجنبية (الأشخاص المولودين خارج السويد أو لوالدين من والدين خارج السويد) هو 311401 نسمة، أو 32.79٪ من السكان (949761 في 31 ديسمبر 2017). في الحادي والثلاثين من ديسمبر 2002 ، كان عدد السكان ذوي الأصول الأجنبية (حسب التعريف نفسه) هو 18938 نسمة ، أو 25.05٪ من السكان (758148 في 31 ديسمبر 2002). في 31 ديسمبر 2017، كان هناك 949761 مقيمًا في ستوكهولم ، منهم 234703 شخصًا (24.71%) ولدوا في بلد آخر غير السويد. مقسومًا على البلد في الجدول أدناه - تم تضمين دول الشمال بالإضافة إلى 12 دولة الأكثر شيوعًا للولادة خارج السويد للمقيمين السويديين، مع بلدان الولادة الأخرى المجمعة معًا حسب القارة بواسطة مركز إحصائيات السويد.
| دولة الولادة     | دولة الولادة                                                                          | دولة الولادة |
| ---------------- | ------------------------------------------------------------------------------------- | ------------ |
| 31 December 2019 |                                                                                       |              |
| 1                | السويد                                                                                | 725,365      |
| 2                | الاتحاد الأوروبي: Other countries                                                     | 35٬177       |
| 3                | آسيا: Other countries                                                                 | 38٬998       |
| 4                | أفريقيا: Other countries                                                              | 20,832       |
| 5                | العراق                                                                                | 16,448       |
| 6                | فنلندا                                                                                | 16,238       |
| 7                | أمريكا الجنوبية                                                                       | 15,788       |
| 8                | إيران                                                                                 | 12,390       |
| 9                | بولندا                                                                                | 11,830       |
| 10               | أمريكا الشمالية                                                                       | 8,820        |
| 11               | الصومال                                                                               | 8,178        |
| 12               | سوريا                                                                                 | 8,180        |
| 13               | أوروبا outside of the EU: other countries                                             | 7,016        |
| 14               | تركيا                                                                                 | 7٬479        |
| 15               | إرتريا                                                                                | 6,528        |
| 16               | ألمانيا                                                                               | 5,363        |
| 17               | أفغانستان                                                                             | 4,588        |
| 18               | تايلاند                                                                               | 4,059        |
| 19               | يوغوسلافيا/ يوغوسلافيا · جمهورية يوغوسلافيا الاشتراكية الاتحادية/ صربيا والجبل الأسود | 3,680        |
| 20               | البوسنة والهرسك                                                                       | 3,360        |
| 21               | النرويج                                                                               | 3,001        |
| 22               | الدنمارك                                                                              | 1,746        |
| 23               | الاتحاد السوفيتي                                                                      | 1,382        |
| 24               | أوقيانوسيا                                                                            | 1,350        |
| 25               | آيسلندا                                                                               | 580          |
| 26               | Unknown country of birth                                                              | 163          |